# Spartizione di Babilonia
La spartizione di Babilonia fu la suddivisione dei territori conquistati da Alessandro Magno tra i suoi generali, avvenuta poco dopo la sua morte nel giugno del 323 a.C., e decisa a seguito di un confronto volto a scegliere il successore di Alessandro: da una parte c'era la fazione di Meleagro, comandante della fanteria, che voleva dare pieni poteri al fratello di Alessandro, Filippo III di Macedonia; dall'altra la fazione di Perdicca, comandante della cavalleria, che voleva invece attendere la nascita del figlio di Alessandro e Rossane (il futuro Alessandro IV di Macedonia) per nominarlo re sotto il controllo di un reggente. Secondo l'accordo raggiunto, Filippo III divenne re, ma Perdicca regnò in qualità di reggente e sancì la spartizione dei territori del vasto impero di Alessandro tra i vecchi generali e satrapi di Alessandro. Meleagro e circa 300 dei suoi seguaci furono eliminati da Perdicca subito dopo.

## Il problema della successione
Alessandro Magno morì il 10 o l'11 giugno 323 a.C., senza aver provveduto a nominare alcun erede; subito dopo, i suoi generali si riunirono per scegliere il successore di Alessandro. Il problema della successione derivava dal fatto che nel Regno di Macedonia l'erede al trono doveva appartenere alla casa reale, essere indicato dal suo predecessore, avere il consenso dei collaboratori del re (i Compagni) e infine quello del popolo e dell'esercito. Poiché Alessandro aveva eliminato tutti i possibili contendenti al suo trono, non esisteva un chiaro discendente maschio della dinastia degli Argeadi:
- aveva un fratellastro, Arrideo figlio di Filippo II e di Filinna, che però aveva dei problemi mentali, tanto che malgrado fosse maggiorenne, nessuno riteneva potesse regnare senza un reggente;
- aveva avuto un figlio dalla concubina persiana Barsine, Eracle, ma il fatto che non fosse stato riconosciuto ufficialmente dal padre e che fosse macedone solo per metà ne danneggiava enormemente la pretesa al trono;
- lo stesso problema della madre straniera avrebbe avuto il figlio di Alessandro e Rossane, Alessandro IV di Macedonia, nato postumo; Rossane, però, a differenza di Barsine era una moglie e non una semplice concubina.

Inoltre Alessandro non aveva designato un erede, limitandosi a consegnare il proprio anello a Perdicca sul letto di morte. Infine, le forze, le risorse e gli ambiziosi generali di Alessandro non erano tutti concentrati a Babilonia (Cratero era in Cilicia con l'esercito e l'equipaggiamento raccolto da Alessandro per la sua prossima campagna, Antipatro governava sulla Macedonia), e dunque sarebbe stato necessario un laborioso lavoro diplomatico per determinare con successo l'identità del successore di Alessandro.
Tra i generali presenti a Babilonia al momento della morte di Alessandro, vi erano tutti i componenti della sua somatofilachia («guardia del corpo»), sette generali scelti a ricoprire un incarico per lo più onorifico, che indicava il favore regale – Aristono, Leonnato, Lisimaco, Peitone, Perdicca, Peucesta e Tolomeo; tra questi, Perdicca aveva anche ricoperto l'incarico di chiliarca (comandante in seconda) di Alessandro e comandante della Cavalleria degli Eteri («Compagni») sin dalla morte di Efestione, avvenuta nel 324. Al di fuori della somatofilachia, le figure principali presenti a Babilonia comprendevano Seleuco, comandante della fanteria pesante d'élite degli Hypaspistai, Eumene di Cardia, segretario e archivista di Alessandro, e Nearco di Creta, comandante della flotta indiana.

### Il primo concilio
La mattina dopo la morte di Alessandro, fu riunito un concilio delle personalità più prominenti, i sette appartenenti alla somatofilachia e i Compagni, per un totale di una cinquantina di persone; lo scopo era quello di giungere ad una scelta del successore condivisa tra gli alti ufficiali, da presentare poi secondo la tradizione all'assemblea dei Macedoni, che a Babilonia coincideva con la componente macedone dell'esercito. Accadde però che diversi ufficiali inferiori e addirittura alcuni soldati riuscirono ad accedere al consiglio, mentre il resto dei soldati macedoni rimase fuori dal luogo di riunione, pronto ad approvare o rigettare la scelta fatta dagli ufficiali riuniti. La riunione fu aperta con una cerimonia, in cui Perdicca si recò dinanzi al trono vuoto di Alessandro, decorato con le sue vesti regali e su cui era poggiato il diadema, per porvi l'anello ricevuto dal re sul letto di morte.
Perdicca propose di attendere la nascita del figlio di Alessandro e di Rossane, attesa in un paio di mesi, e di riconoscere come erede al trono l'eventuale maschio; nel frattempo Perdicca avrebbe governato in qualità di reggente, carica che avrebbe mantenuta fino alla maggiore età del bambino, e che nel recente esempio di Filippo II (reggente, appunto, per il nipote Aminta IV) era stata anticamera del regno. Ad opporsi al progetto di Perdicca fu Nearco di Creta, il quale condivideva l'idea di porre sul trono un figlio di Alessandro, ma riteneva che non si dovesse attendere l'eventuale figlio di Rossane, ma riconoscere Eracle figlio di Barsine; naturalmente la proposta lealista di Nearco non era indipendente dal fatto che nei matrimoni celebrati per volere di Alessandro l'anno precedente a Susa tra generali macedoni e donne orientali, a Nearco era toccata la sorellastra di Eracle. Ad ogni modo, il fatto che Alessandro non avesse mai riconosciuto Eracle fu la ragione per la quale la maggioranza dei convenuti rigettò la proposta di Nearco. 
Ad intervenire successivamente fu Tolomeo; egli era in contrasto con Perdicca, e un accordo che riconoscesse la preminenza del chiliarca sugli altri generali lo avrebbe inevitabilmente penalizzato. Sottolineò il problema comune ad Eracle e al futuro Alessandro IV, quello di non essere di puro sangue macedone, in quanto figli di Alessandro e di due donne orientali: questi bambini non avrebbero ricevuto un riconoscimento da parte del popolo macedone. Avanzò poi la propria soluzione, consistente nel sancire il ruolo di consiglieri e collaboratori nell'amministrazione dell'impero ricoperto dalle Guardie e dai Compagni mentre Alessandro era in vita, con la costituzione un concilio di pari che si sarebbe dovuto riunire per decidere la politica dell'impero, ma ricevendo al contempo ciascuno una porzione dell'impero da governare; la proposta di Tolomeo, per quanto scarsamente pratica, guadagnò un ampio consenso, se non altro perché prevedeva in effetti che molti avrebbero guadagnato un notevole potere personale.
Intervenne allora Aristono, il quale fece notare che il problema della successione sarebbe stato risolto se Perdicca, che aveva sangue reale, avesse ottenuto la corona, come forse era stato volere di Alessandro nel consegnargli il proprio anello; anche questa proposta fu accolta con calore, ma Perdicca rifiutò la corona, forse conscio del fatto che questa nomina sarebbe stata comunque messa in discussione da coloro che, leali alla dinastia argeade, si sarebbero prima o poi raccolti dietro il figlio di Alessandro e Rossane. A confermare la difficoltà di trovare un accordo fu la posizione di un comandante della fanteria, Meleagro, che rifiutava ogni reggenza di una singola persona equiparandola alla nomina di un re non appartenente alla dinastia degli Argeadi. I soldati della fanteria, che attendevano al di fuori della sala del trono, premevano affinché fosse nominato re Arrideo figlio di Filippo II e di Filinna, loro favorito, membro della dinastia, adulto e presente a Babilonia; i generali che discutevano in concilio, invece, erano contrari a conferire il trono ad un re con problemi mentali. 
Una posizione di intermediazione fu allora proposta da Peitone, e vedeva Perdicca e Leonnato dividersi la reggenza della parte orientale dell'impero per il figlio di Rossane, Antipatro e Cratero quella della parte europea; su questa posizione si accordarono i generali, e il primo concilio ebbe fine.

## Spartizione

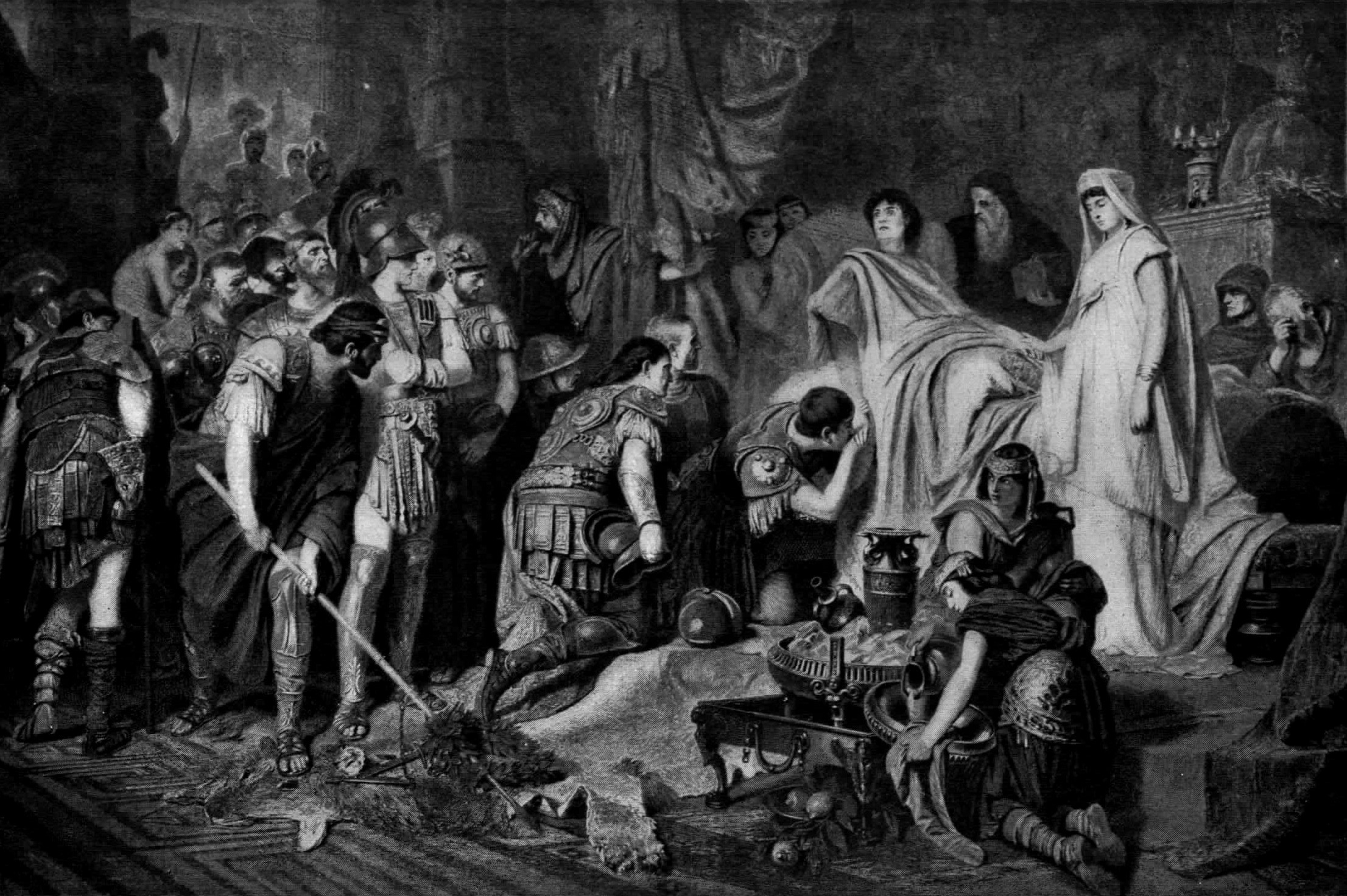
Morte di Alessandro il Grande, dal dipinto di Karl Theodor von Piloty (1886).

Marco Giuniano Giustino descrive in dettaglio come furono spartiti i vari territori:
(Giustino, Storie filippiche, Libro XIII, 4, 10-23)
A questa spartizione seguì la spartizione di Triparadiso, avvenuta nel 320 a.C.

|                          | Spartizione di Babilonia | Spartizione di Babilonia | Spartizione di Babilonia | Spartizione di Triparadiso | Spartizione di Triparadiso |
| Ruolo o Regione          | Diodoro Siculo | Giustino | Arriano+ Dessippo* | Diodoro Siculo | Arriano |
| ------------------------ | --- | --- | --- | --- | --- |
| Re di Macedonia          | Filippo III | Filippo III | Filippo III+ | Filippo III e Alessandro IV | Filippo III e Alessandro IV |
| Reggente                 | Perdicca | Perdicca | Perdicca+ | Antipatro | Antipatro |
| Comandante dei Compagni  | Seleuco | Seleuco | n/d | Cassandro I | Cassandro I |
| Comandante delle Guardie | n/d | Cassandro I | n/d | n/d | n/d |
| Macedonia                | Antipatro | Antipatro | Antipatro+* e Cratero+ | Antipatro | Antipatro |
| Illiria                  | Antipatro | Filo | Antipatro+* e Cratero+ | Antipatro | Antipatro |
| Epiro                    | Antipatro | n/d | Antipatro+* e Cratero+ | Antipatro | Antipatro |
| Grecia                   | Antipatro | Antipatro | Antipatro+* e Cratero+ | Antipatro | Antipatro |
| Tracia                   | Lisimaco | Lisimaco | Lisimaco+* | Lisimaco | Lisimaco |
| Frigia ellespontica      | Leonnato | Leonnato+* | Leonnato | Arrideo | Arrideo |
| Grande Frigia            | Antigono | Antigono | Antigono+* | Antigono | Antigono |
| Panfilia                 | Antigono | Nearco | Antigono+* | Antigono | Antigono |
| Licia                    | Antigono | Nearco | Antigono+* | Antigono | Antigono |
| Caria                    | Asandro | Cassandro I | Cassandro I+ | Asandro | Asandro |
| Lidia                    | Menandro | Menandro | Menandro+* | Clito il Bianco | Clito il Bianco |
| Cappadocia               | Eumene | Eumene | Eumene+* | Nicanore | Nicanore |
| Paflagonia               | Eumene | Eumene | Eumene+* | Nicanore? | Nicanore? |
| Cilicia                  | Filota | Filota | Filota+* | Filosseno | Filosseno |
| Egitto                   | Tolomeo | Tolomeo | Tolomeo+* | Tolomeo | Tolomeo |
| Siria                    | Laomedonte | Laomedonte | Laomedonte+* | Laomedonte | Laomedonte |
| Mesopotamia              | Arcesilao | Arcesilao | Arcesilao* | Amfimaco | Amfimaco |
| Babilonia                | Arcone | Peucesta | Seleuco* | Seleuco | Seleuco |
| Pelasgia                 | n/d | Arcone | n/d | n/d | n/d |
| Grande Media             | Peitone | Atropate | Peitone* | Peitone | Peitone |
| Piccola Media            | Atropate | Atropate | n/d | n/d | n/d |
| Susiana                  | n/d | Scino | n/d | Antigene | Antigene |
| Persia                   | Peucesta | Tlepolemo | Peucesta* | Peucesta | Peucesta |
| Carmania                 | Tlepolemo | n/d | Neoptolemo* | Tlepolemo | Tlepolemo |
| Armenia                  | n/d | Frataferne | n/d | n/d | n/d |
| Ircania                  | Frataferne | Filippo | Frataferne | Filippo? | Filippo? |
| Partia                   | Frataferne | Nicanore | n/d | Filippo | Filippo |
| Sogdiana                 | Filippo | Sciteo | Filippo* | Stasanore | Stasanore |
| Battria                  | Filippo | Aminta | n/d | Stasanore | Stasanore |
| Drangiana                | Stasanore | Stasanore | Stasanore* | Stasandro | Stasandro |
| Aria                     | Stasanore | Stasanore | Stasanore* | Stasandro | Stasandro |
| Aracosia                 | Sibirzio | Sibirzio | Sibirzio* | n/d | Sibirzio |
| Gedrosia                 | Sibirzio | Sibirzio | Sibirzio* | n/d | Sibirzio? 2 |
| Paropamisia              | Ossiarte | Ossiarte? 3 | Ossiarte* | Ossiarte | Ossiarte |
| Punjab                   | Tassile | Tassile | Tassile* | Tassile | Tassile |
| Indo                     | Poro | Peitone, figlio di Agenore | Poro* | Poro | Poro |
| Gandhara                 | Peitone, figlio di Agenore | Peitone, figlio di Agenore | Peitone, figlio di Agenore | Peitone, figlio di Agenore | Peitone, figlio di Agenore |
| Note                     | 1 = In Dessippo e Arriano si suggerisce che Ossiarte sia stato lasciato come satrapo di Battria 2 = Non detto esplicitamente, ma probabile 3 = Si legge Ossiarte per l'"Extarches" di Giustino | 1 = In Dessippo e Arriano si suggerisce che Ossiarte sia stato lasciato come satrapo di Battria 2 = Non detto esplicitamente, ma probabile 3 = Si legge Ossiarte per l'"Extarches" di Giustino | 1 = In Dessippo e Arriano si suggerisce che Ossiarte sia stato lasciato come satrapo di Battria 2 = Non detto esplicitamente, ma probabile 3 = Si legge Ossiarte per l'"Extarches" di Giustino | 1 = In Dessippo e Arriano si suggerisce che Ossiarte sia stato lasciato come satrapo di Battria 2 = Non detto esplicitamente, ma probabile 3 = Si legge Ossiarte per l'"Extarches" di Giustino | 1 = In Dessippo e Arriano si suggerisce che Ossiarte sia stato lasciato come satrapo di Battria 2 = Non detto esplicitamente, ma probabile 3 = Si legge Ossiarte per l'"Extarches" di Giustino |